# Quirico Viviani
 (mars 2022).
Quirico Viviani, né en 1784 à Farra di Soligo et mort en 1835 à Padoue, est un écrivain et philologue italien.

## Biographie
Quirico Viviani nait à Farra di Soligo dans le Trévisan en 1780. D’une famille peu aisée, il fait peu études. Cependant, grâce à un protecteur éclairé, Melchiorre Cesarotti, il peut les continuer. En 1807, il fait paraître un premier ouvrage : Les Chants militaires, Brescia, 1807. L’ouvrage, empreint d’une certaine vivacité, mais aussi d’une grande sincérité juvénile, a assez de succès pour que Viviani se sente encouragé à continuer. Il fait suivre ce premier essai d’un nouveau recueil de poésies où il insère quelques morceaux de prose. Cet autre ouvrage est suivi de divers écrits, parmi lesquels un Discours en faveur des pauvres écrit en 1817, un autre, sur le caractère des institutions scientifiques du XIXe siècle ; puis, des maximes, des réflexions, des portraits, etc. Viviani donne ensuite la Divine Comédie de Dante, d’après le manuscrit bartholinien mis au jour par les frères Mattiuzzi. Viviani ne néglige rien, ni soins ni voyages, pour rendre excellente cette édition. Il parcourt presque toute l’Italie, visite les bibliothèques et dépôts littéraires, surtout ceux de Milan et de Florence. A quelque temps de là, Viviani donne une traduction des Bucoliques de Virgile. Il fait suivre cette version de notes substantielles et d’une table de diverses leçons tirées de deux manuscrits antiques. En 1815, Viviani publie une traduction du roman du comte de Saint-Leu (Louis Bonaparte) intitulé Marie ou les Hollandais ; il donne ensuite un roman de sa façon, ayant pour titre : Les Hôtes de Resia, Udine, 1827. Enfin il fait paraître le Manuel philosophique de la langue italienne, mais il n’a pas le temps de terminer cette œuvre : il meurt en novembre 1835, à peine âgé de 50 ans. On doit à Viviani une édition des Nouvelles de Barbieri, Udine, 1823, in-4° ; — une édition de la Madonna Dianora de Boccace, Udine, 1829, d’après un manuscrit du 15e siècle.